# Gonçalo Nuno Malheiro de Araújo

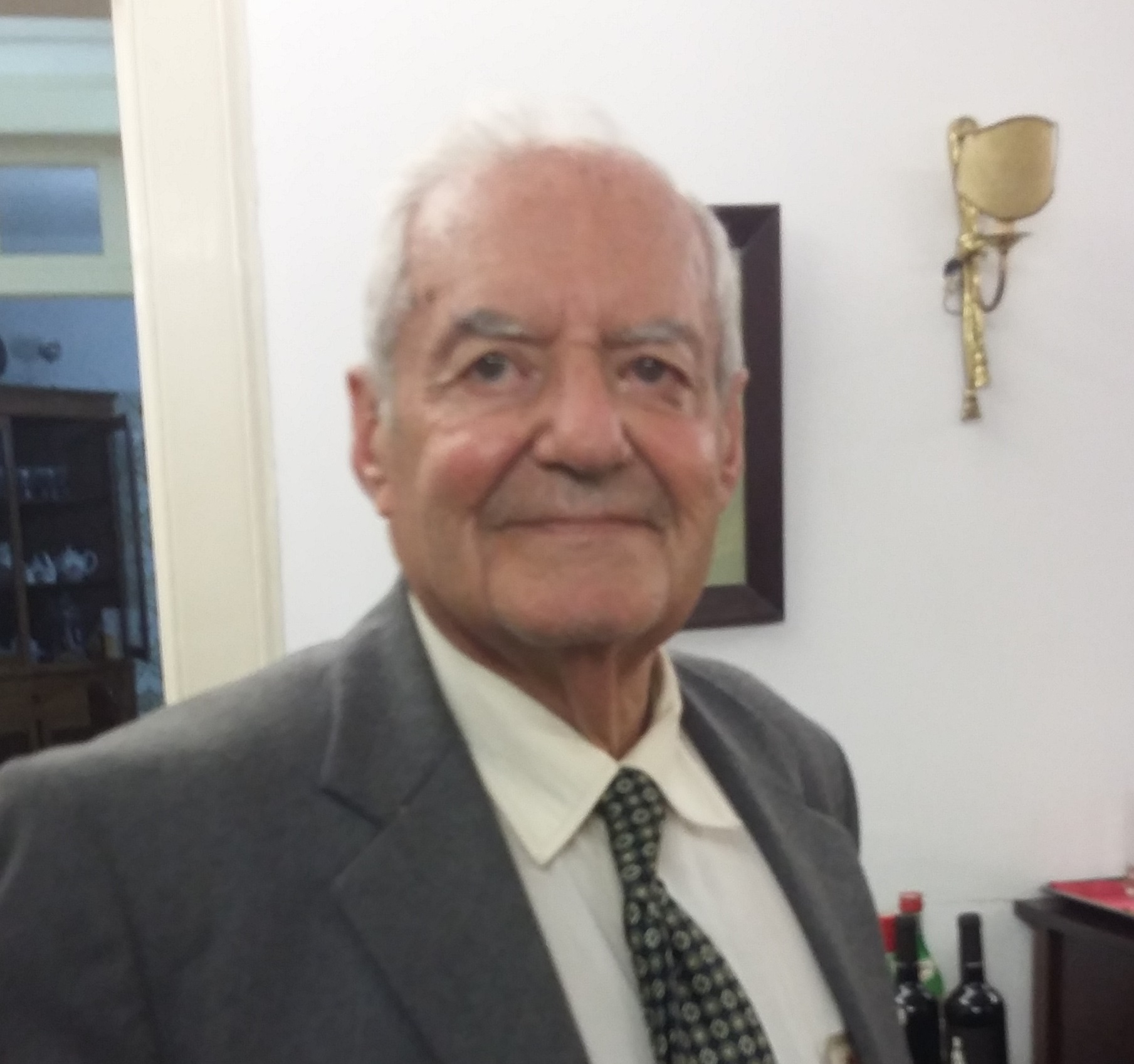
Gonçalo Nuno Malheiro de Araújo

Gonçalo Nuno Malheiro de Araújo (Funchal, 13 de dezembro de 1931 - Funchal, 30 de Outubro de 2022) engenheiro civil, funcionário público, ocupou diversos cargos políticos. Foi Secretário Regional do Equipamento Social, Transportes e Comunicações do primeiro Governo Regional da Madeira, entre 19 de novembro de 1976 e 17 de março de 1978.
Após terminar o curso de engenheiro civil no Instituto Superior Técnico, desenvolveu ampla atividade profissional  na administração pública, inicialmente na Direção de Obras e Urbanização (1959 -1962), e entre 1962 e 1967 no Gabinete Técnico de Habitação (GTH) da Câmara Municipal de Lisboa. A partir de finais de 1967 já na  Região Autónoma da Madeira desempenhou funções relevantes na Câmara Municipal do Funchal na área do urbanismo, foi Engenheiro chefe do Fundo de Fomento da Habitação (FFH) da Madeira, entre 1974-1976 e 1978-1984 e exerceu vários cargos de nomeação política nos Governos da Região Autónoma da Madeira liderados por Alberto João Jardim.
Em 1974, integrou uma Comissão Interministerial para o desenvolvimento da Região Autónoma da Madeira em representação do Ministério do Equipamento Social do Governo da Republica.
Entre novembro de 1976 e março de 1978, foi Secretário Regional do Equipamento Social, Transportes e Comunicações do primeiro Governo Regional da Madeira, tendo ocupado mais tarde, entre 1984 e 1997, data em que se reformou diversos cargos de Diretor Regional de Habitação, Urbanismo e Ambiente.
Em 1986, foi membro fundador da Secção Regional da Madeira da Ordem dos Engenheiros, fez parte dos Órgãos Diretivos, sendo o 1º Presidente do Conselho Disciplinar, cargo que ocupou entre 1986 e 1992. 
Em 1988 é nomeado Presidente da Comissão Instaladora do IHM (Instituto de Habitação da Região Autónoma da Madeira).
São inúmeros os projetos, planos urbanísticos e estudos ambientais em que participou, na qualidade de engenheiro, técnico e decisor político em Lisboa e no Funchal. Colaborou com vários arquitetos de referência, concebendo projetos de estruturas de betão armado  e colaborou com diversas instituições católicas e de solidariedade social da Região Autónoma da Madeira na manutenção e desenvolvimento das suas infraestruturas e equipamentos.
Entre 5 de outubro de 1995 e 19 de março de 2013 foi presidente da Confraria da Sé do Funchal.
Interessante a referência feita pela Paróquia da Nazaré, ao projeto inicial da Igreja, com a respetiva maqueta, oferecido ao Engenheiro Gonçalo Araújo, num gesto de cortesia e amizade do Arquiteto Rafael Botelho. Era pároco de então o Padre Eduardo Freitas Nascimento.
Foi empreendedor no ramo do imobiliário com a família, sendo em 1971 um dos sócio fundadores da PROMADEIRA  - Sociedade Técnica de Construção da Ilha da Madeira Lda., inicialmente uma carpintaria mecânica e serração de madeiras e mais tarde industria de prefabricação de produtos de betão, vendida em 1992 à Cimentos Madeira.
Faleceu a 30 de Outubro de 2022 deixando " ... marcada na terra a sua obra." - Arq. Jorge Mangorrinha.
“A Região deve muito ao Eng. Gonçalo Nuno Malheiro Araújo” ... pertence “a uma geração que começou do zero à qual a Madeira muito deve”... “soube sempre construir pontes” disse o líder parlamentar do PSD na apresentação de um voto de pesar pelo seu falecimento.
Os restantes partidos acompanharam e votaram o voto de pesar, salientando “dedicação à causa pública” ... ter sido o “fundador do Instituto de Habitação” e a importância que teve “para tirar pessoas das barracas e das furnas”, pelo que o voto foi aprovado por unanimidade.
“OS MORTOS SÓ MORREM QUANDO SÃO ESQUECIDOS PELOS VIVOS” - Eng. João José Clode 

## Habilitações literárias
Licenciou-se em Engenharia Civil pelo Instituto Superior Técnico da Universidade Técnica de Lisboa em 1958 e está Inscrito na Ordem dos Engenheiros sob o nº 6508. Era Membro Sénior da Ordem dos Engenheiros e foi fundador da criação da Secção Regional da Madeira, em 1986.

## Família e juventude

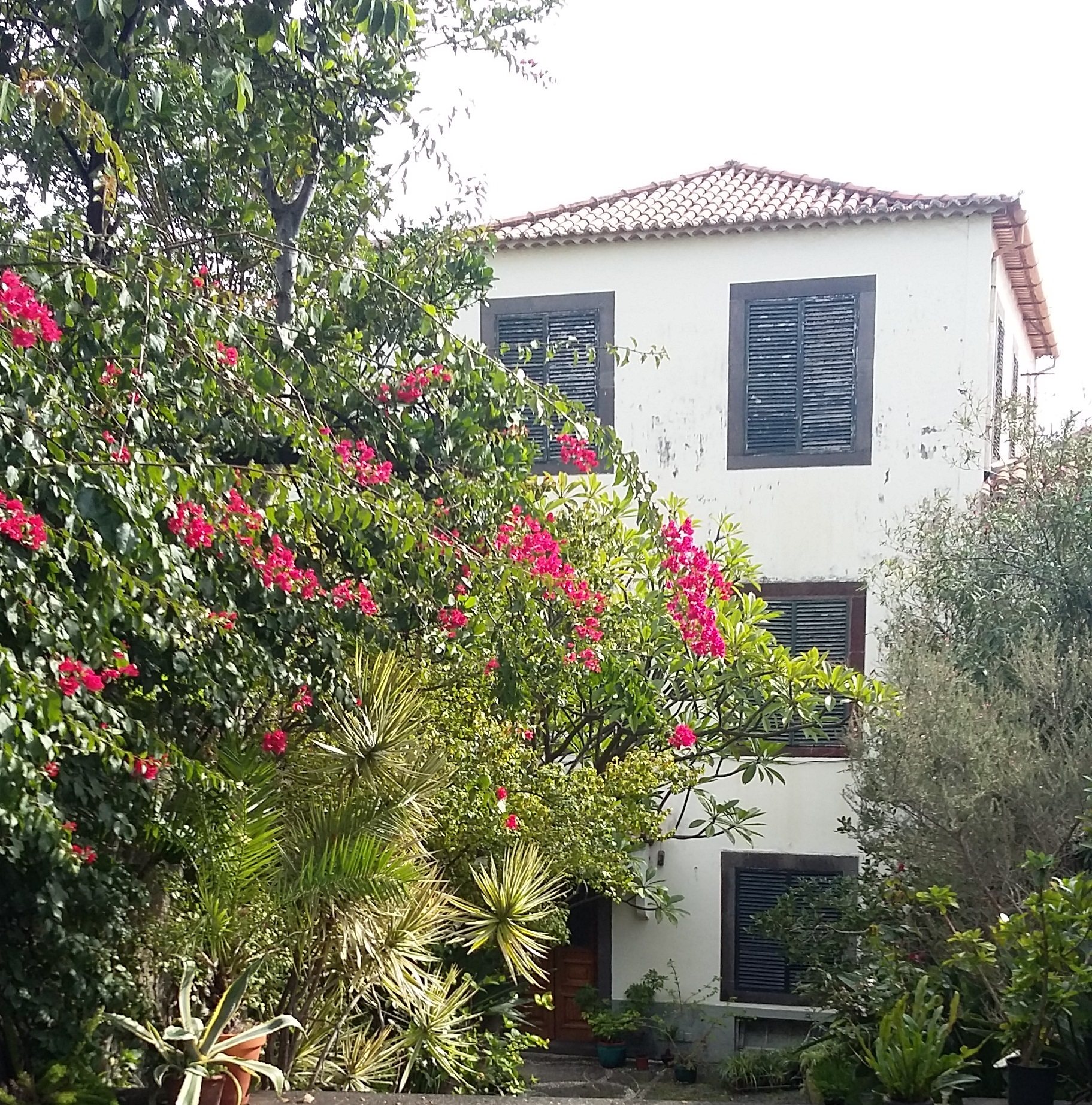
Casa da Torrinha - 1967/2017

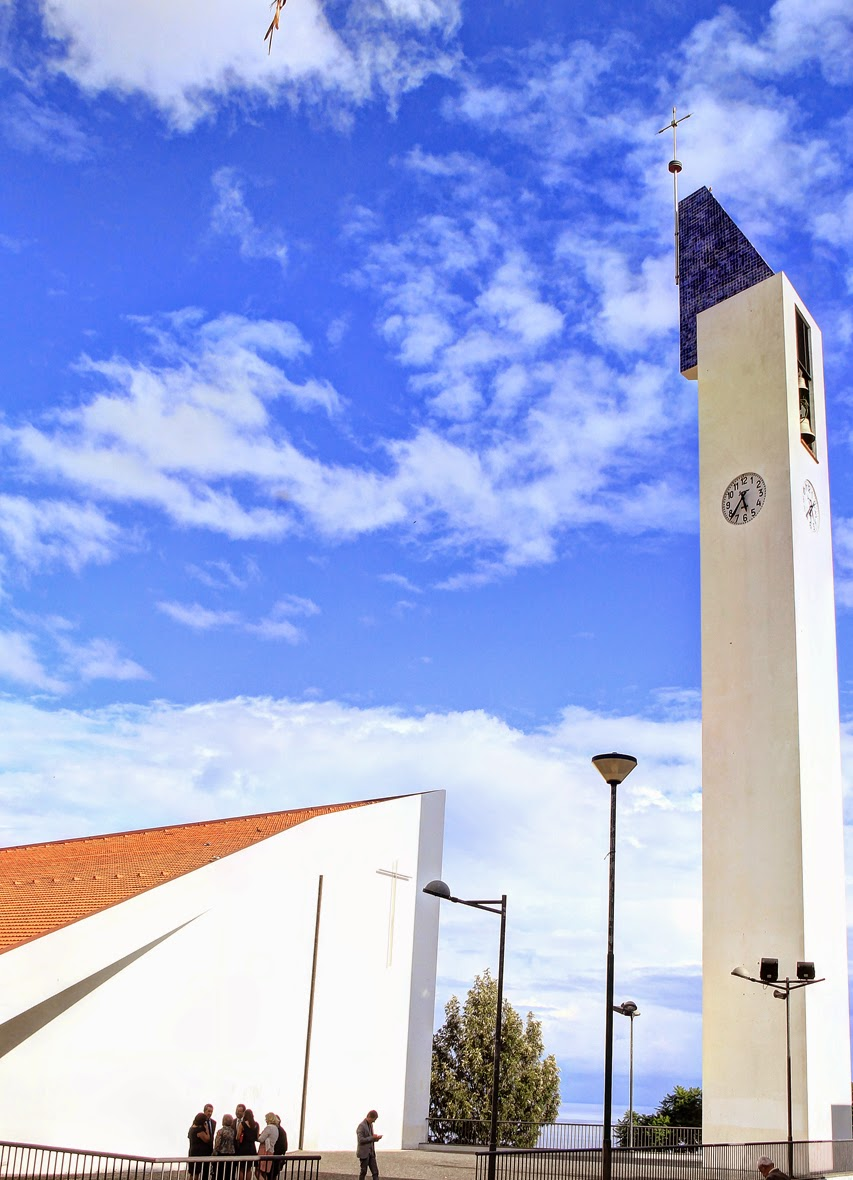
Igreja da Nazaré - Funchal - 2002

Filho de António Egidio Henriques de Araújo e Maria Beatriz Malheiro de Araújo, nasceu no Funchal na freguesia de Santa Luzia,  é sexto filho de 20 irmãos todos nascidos no Funchal. Em 1962 casou com a Dr.ª Maria do Carmo Rodrigues Dória Monteiro de Araújo (1938) -licenciada na Faculdade de Letras da Universidade de Lisboa, professora no Liceu Jaime Moniz (1967-2004), coordenadora do Projeto Banco de Tempo (Graal) no Funchal (2003-2018) , com quem teve seis filhos. Gonçalo Nuno Monteiro de Araújo (1962) - Engenheiro Civil, Francisco Manuel Monteiro de Araújo (1963) - Farmacêutico, Helena Maria Monteiro de Araújo (1965) - Economista, Pedro Miguel Monteiro de Araújo (1967) - Arquiteto, João Luís Monteiro de Araújo (1968) - Engenheiro Mecânico e Isabel Margarida Monteiro de Araújo (1969) - Farmacêutica, tem 15 netos.
Seu pai Eng. António Egídio Henriques de Araújo (1891-1977)  é figura incontornável da história da Madeira não só pela relevante atividade profissional, mas também pela sua intensa atividade social, (Confraria da Sé e Santa Casa da Misericórdia do Funchal) política (Vice-presidente da Junta Geral do Funchal) e empresarial (Sócio e fundador da Empresa de Cervejas da Madeira) na Região Autónoma da Madeira.
Gonçalo Nuno Malheiro de Araújo, destacou-se na sua juventude pelo seu enorme talento para o desporto com especial jeito para o Futebol, onde se destacava com o seu irmão o Dr. Jorge Malheiro de Araújo (1932) reputado médico ginecologista, nas atuações na Equipa principal do Liceu do Funchal desde o 5º ano, atual 9º ano, sem descorar os estudos. Fez o curso liceal no Liceu do Funchal entre 1940 e 1948, onde se destacou pelas excelentes notas e pelos prémios que recebeu.
Em 1950, em Lisboa, ingressa no Instituto Superior Técnico da Universidade Técnica de Lisboa, no curso de Engenharia Civil, que terminou em 1958, após uma interrupção para cumprir o serviço militar obrigatório, tendo sido dispensado de ir para a Índia.

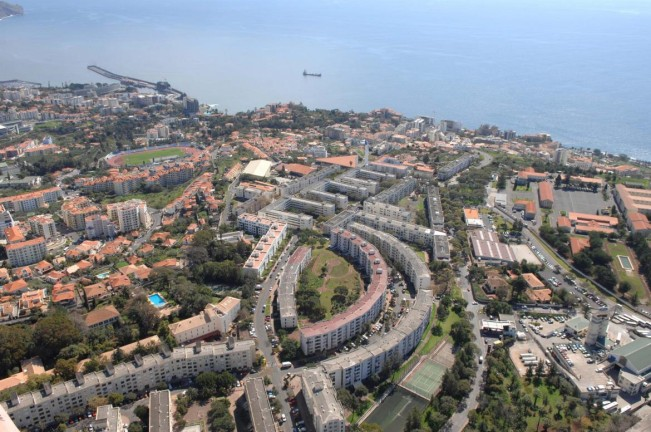
Plano da Nazaré - Funchal - 1978/1980

## Atividade na função pública
Após a licenciatura em 1958, inicia a sua atividade profissional na função pública exercendo inúmeros cargos:
- Engenheiro da Direção de Obras e Urbanização da Câmara Municipal de Lisboa entre 1959 e1962;
- Engenheiro civil no Gabinete Técnico da Habitação (GTH) da Câmara Municipal de Lisboa no serviço de administração técnica entre 1962 e 1967;
- Consultor técnico da Câmara Municipal do Funchal entre 1967 e 1974;
- Engenheiro chefe do Fundo de Fomento da Habitação na Madeira de 1974 a 1976;
- Secretário Regional do Equipamento Social, Transportes e Comunicações do I Governo Regional da Madeira entre 1976 e 1978;
- Em 1978, regressa ás funções de chefe do Fundo de Fomento da Habitação[9] na Madeira cujos serviços foram extintos e integrados na Secretaria Regional do Equipamento Social;
- Em 1984 é nomeado, Diretor Regional da Habitação, Urbanismo e Ambiente, cargo que exerceu até 1990;
- Em 1988 é nomeado Presidente da Comissão Instaladora do IHM (Instituto de Habitação da Região Autónoma da Madeira) -  DLR nº 11/88 de 12 de novembro - [10]
- Exerce a partir de 1990 o cargo de Diretor Regional do Urbanismo e Ambiente até 1993 inserido no V e VI Governo Regional da Madeira;
- A partir de 1993 fica com o cargo de Diretor Regional do Ambiente do VII Governo Regional da Madeira,  até 1997 ano em que se reformou da função pública;

De forma mais detalhada, a atividade que desenvolveu na função pública durante quase 40 anos dividiu-se por Lisboa e pela Região Autónoma da Madeira. A atividade destaca-se não exclusivamente pelos cargos que exerceu, mas fundamentalmente pelos projetos em que participou, implementou, coordenou e desenvolveu com sucesso comprovado pela obra executada. A utilidade pública destes projetos, para o desenvolvimento económico e social das populações é inquestionável.

### Câmara Municipal de Lisboa - (1959/1967)
Iniciou a carreira na função pública, em 1959, como Engenheiro Civil da Direção dos Serviços de Urbanização e Obras da Câmara Municipal de Lisboa, onde veio a encontrar o Eng. Jorge Carvalho de Mesquita (1º diretor do GTH de Lisboa), onde trabalhou até 1962.
Entre 1962 e 1967, sob a direção do Eng. Jorge Carvalho de Mesquita, desempenhou as funções de Engenheiro Civil do Gabinete Técnico da Habitação (GTH) da Câmara Municipal de Lisboa, no Serviço de Administração Técnica, onde colaborou em trabalhos de grande visibilidade e importância na cidade de Lisboa e onde teve a oportunidade de trabalhar com diversas personalidades de enorme competência, onde se destaca o Arq. José Rafael Botelho, fundamentais e verdadeiramente inspiradores para toda a sua carreira profissional que desenvolveu na Região Autónoma da Madeira, tais como os planos de urbanização:
-  Olivais Norte (1963)
-  Olivais Sul (1964)
-  Chelas (1966)
Em 1962, participou num importante estudo sobre política de solos, no sentido de salvaguardar o património de terrenos da Câmara Municipal de Lisboa, com publicação do Decreto -Lei que impede a reversão de terrenos expropriados se estes fossem utilizados em obras de utilidade pública declarada.
Trabalhos verdadeiramente inspiradores que serviram de experiência decisiva param o lançamento do Plano Integrado da Nazaré, que viria a liderar já quando em funções no Funchal.
Em finais de 1967 regressa ao Funchal para o exercício da profissão liberal, acumulando com a de consultor técnico do Gabinete de Urbanização da Câmara Municipal do Funchal e professor provisório da Escola Industrial e Comercial do Funchal entre 1967 e 1969 no terceiro grupo, 2 grau na disciplina de Desenho Técnico.

### Câmara Municipal do Funchal - (1967/1974)

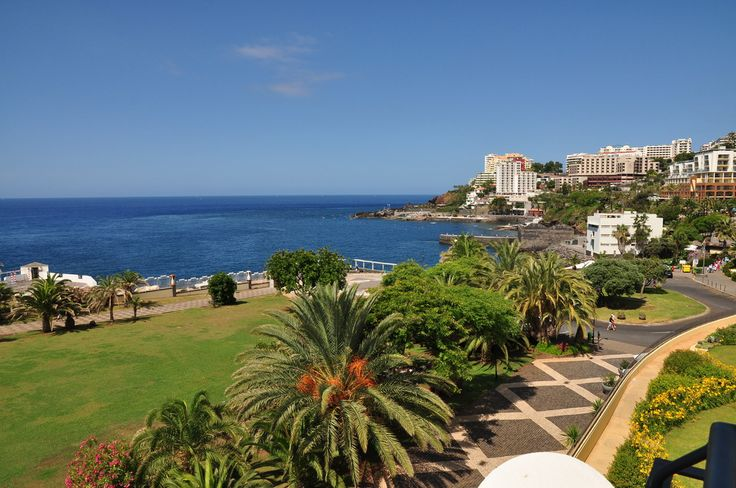
Promenade do Funchal - 1993

Na câmara do Funchal desenvolve uma intensa atividade para o desenvolvimento da importância do planeamento urbano e ordenamento territorial para o desenvolvimento sustentável da cidade do Funchal e de toda a Região Autónoma da Madeira.
Tudo indica, com o apoio direto do Presidente da Câmara, foi o principal impulsionador da necessidade de dotar a cidade do Funchal com um PDM (Plano Diretor Municipal) para organizar o espaço urbano e edificado da cidade e prepara-la para o desenvolvimento turístico que se adivinhava.
Pelos conhecimentos pessoais e técnicos, derivado da sua experiência na Câmara Municipal de Lisboa nos anos 60, incentivou a contratação do Arq. José Rafael Botelho, para o desenvolvimento e execução do PDM do Funchal, colaborando intensamente na sua execução, prestando todo o apoio e fazendo a ligação com a presidência, ficando assim como consultor técnico do Gabinete de Urbanização da Câmara Municipal do Funchal.
Segundo Victor Mestre, esse plano é considerado uma "referência nacional". Paralelamente, promove e participa ativamente no Colóquio de Urbanismo (Funchal, 1969), onde foram abordadas questões abrangentes de planeamento e aberta a discussão pública em torno do caso concreto do Funchal, "desencadeando um maior interesse e participação coletiva, de técnicos e população em geral". 
Foi orador convidado no Colóquio do Urbanismo da Câmara Municipal do Funchal em 1969 com uma intervenção denominada – “MEIOS DE ACÇÃO NECESSÁRIOS E REALIZAÇÃO DE EMPREENDIMENTOS URBANÍSTICOS”
Das funções e realizações destaca-se:
- A assessoria da Presidência no acompanhamento do Plano Diretor da Cidade do Funchal, aprovado a 23 de março de 1972.
- A participação ativa como técnico no desenvolvimento do Plano Integrado da Nazaré, concretizado mais tarde noutras funções.
- O desenvolvimento do Plano de Pormenor da Frente de Mar do Funchal
- A concretização do Plano da Ajuda

- A implementação e desenvolvimento dos estudos com vista à realização da Cota 40

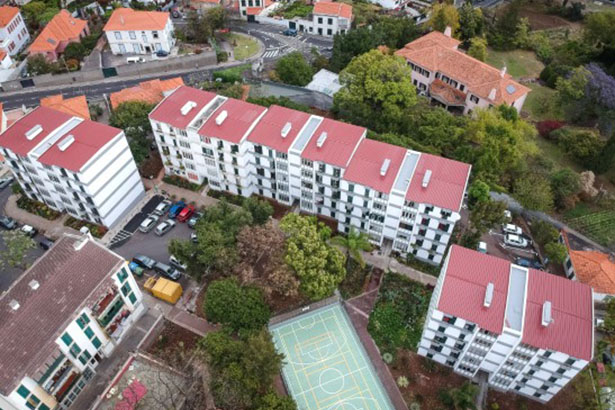
Bairro do Hospital - Funchal - 1980

### Fundo de Fomento da Habitação - (1974/1982)
Em fins de 1974 é nomeado Chefe do Fundo de Fomento da Habitação, lançando a estrutura da Delegação na Madeira, responsável; pelo estudo da problemática habitacional na Madeira, pela coordenação das iniciativas respeitantes ao sector e pela execução das medidas de política pública habitacional na Região Autónoma da Madeira.
Após uma breve interrupção entre 1977 e 1978, para desempenhar funções Governativas, regressa às funções de Engenheiro Civil Chefe do Fundo de Fomento da Habitação, sendo responsável por diversos empreendimentos de Habitação Social na Madeira, dos quais se destacam:
- Bairro da Nazaré – 1500 fogos;
- Bairro do Hospital – 240 fogos;
- Bairro de Câmara de Lobos – 60 Fogos;
- Quinta Falcão – 72 fogos;
- Ribeira de Santo António – 48 fogos.

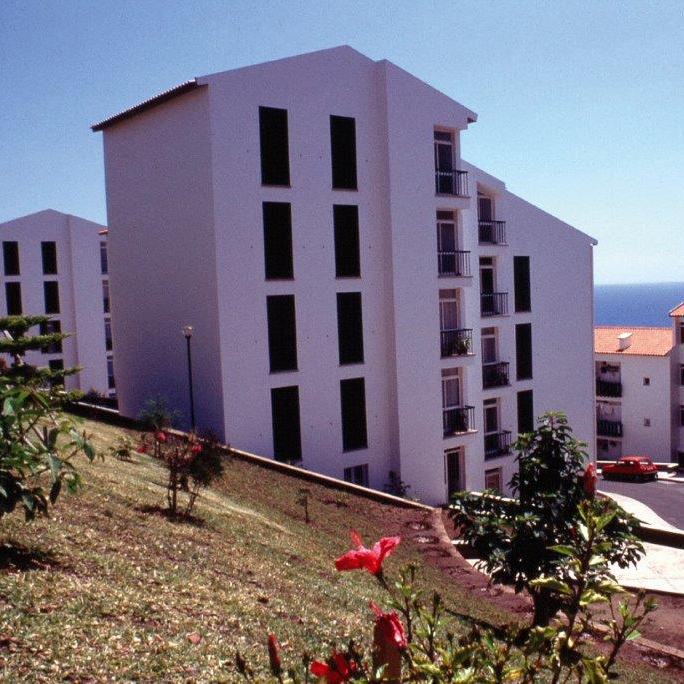
Conjunto Habitacional da Cooperativa “COOLOBOS” – 76 fogos - 1979/1982

Foi forte impulsionador do desenvolvimento do PRID – Programa de Recuperação de Imóveis Degradados, das Cooperativas de Habitação Económica na Madeira, tais como a COOLOBOS a COHAFAL e a CHEMA e ainda da Autoconstrução.
Cessou funções com a extinção do Fundo de Fomento da Habitação (F.F.H) em 1982.

### Secretária Regional do Equipamento Social, transportes e comunicações - (1976/1978)
Em 16 de Novembro de 1976, é publicado o Decreto de nomeação como Secretário Regional do Equipamento Social, Transportes e Comunicação, do primeiro Governo Regional da Região Autónoma da Madeira (RAM), chefiado pelo Eng. Ornelas Camacho, cargo que exerceu entre novembro de 1976 e março de 1978.
Da sua atuação destacamos: 
- O lançamento da base orgânica da Secretaria Regional do Equipamento Social;
- A criação da secção de expropriações, para aquisição do solo necessário ao desenvolvimento das diferentes iniciativas do Governo Regional;
- Nova classificação da Rede Regional de Estradas da Região;
- Adjudicação da empreitada de construção da Estrada Regional do Aeroporto 1976/1977;
- Aprovação do Projeto do Porto de Abrigo do Porto Santo e lançamento da empreitada - 1977;
- Lançamento de concurso e adjudicação da obra da Dessalinizadora do Porto Santo[15], tendo sido escolhido o processo por osmose inversa - 1978;
- Ampliação do Cais de Câmara de Lobos;
- Execução do programa de construções escolares, onde se destacam as Escolas Secundárias da Calheta, Estreito de Câmara de Lobos e de Santana;
- Adjudicação do projeto do Campo Internacional de Golf do Santo da Serra;
- Diversos projetos relativos aos Centros de Saúde do Porto Santo, Ribeira Brava e Caniçal entre outros;
- Desenvolvimento de ideias para a concretização do Plano de Ordenamento de Território da R.A.M, instrumento essencial para o seu desenvolvimento previsto no programa do I Governo Regional (POTRAM)[16];
- Lançamento de bases para a elaboração de um Plano Turístico da Região – Madeira e Porto Santo - POT;
- Inicio dos estudos para a ampliação do Aeroporto do Funchal na tutela do Presidente do Governo.

### Direção Regional de Habitação, Urbanismo e Ambiente – SRES/DRHA - (1982/1990)

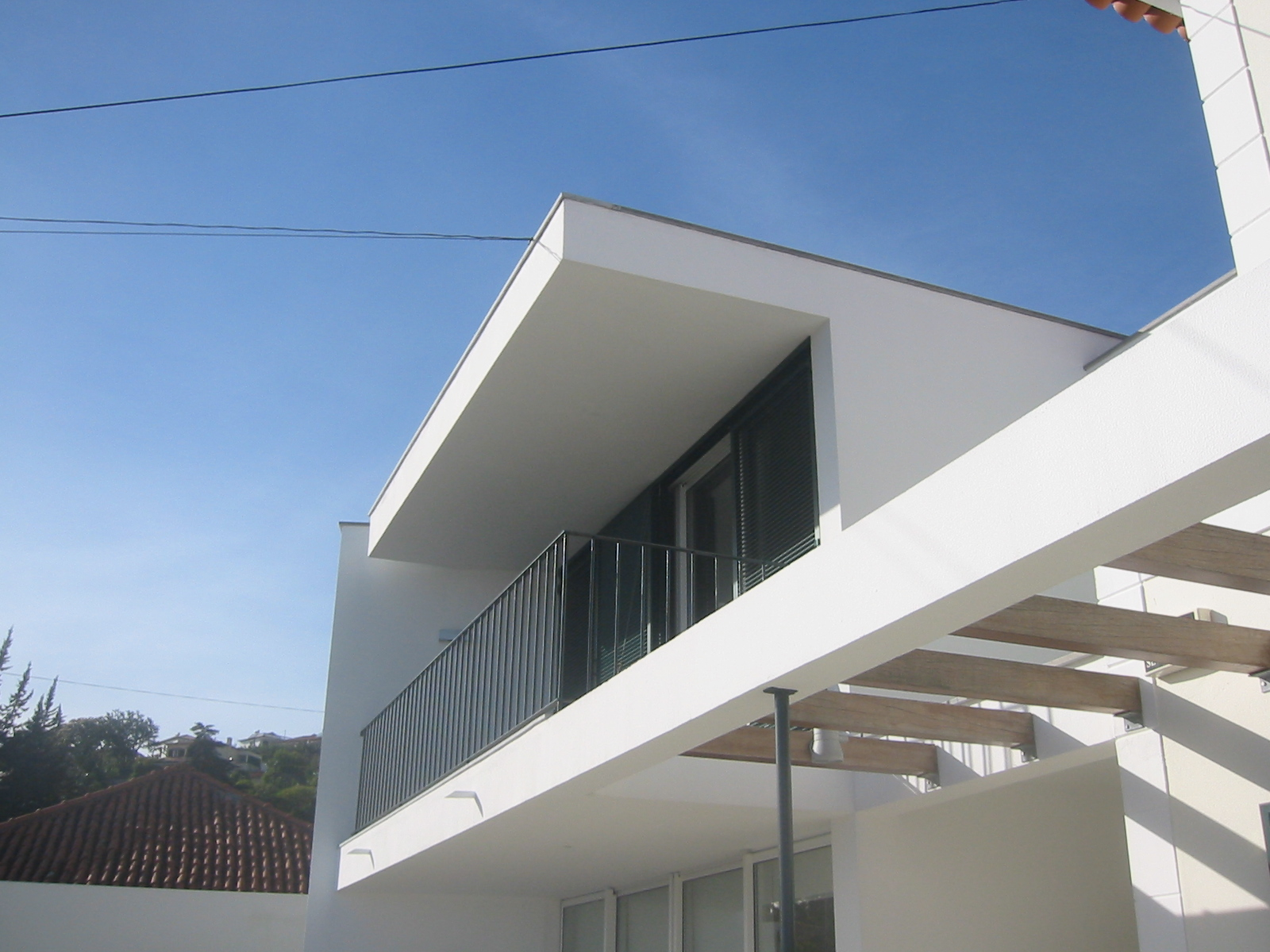
Casa do Sino - Funchal - 2004

Em janeiro de 1982 é nomeado Engenheiro Civil assessor da Direção Regional de Habitação, Urbanismo e Ambiente, da Secretaria Regional do Equipamento Social e Ambiente (SRESA).
A 23 de Novembro de 1984 toma posse do cargo de Diretor Regional da Habitação, Urbanismo e Ambiente da SRESA, onde desenvolve a política habitacional e ambiental do Governo Regional da Madeira, numa altura em que as questões ambientais começam a ter uma relevância que até então não existia.

#### Empreendimentos habitacionais
- Bairro da Ajuda/Federação das Caixas de Previdência – 145 fogos - 1963/1971;
- Conjunto Habitacional do Grémio Industrial dos Bordados da Madeira, Rua do Til, Funchal - 1967;
- Moradias em banda no Espírito Santo e Calçada – 60 fogos -1983;
- Bairro do Hospital Cruz de Carvalho – 242 fogos;
- Bloco de Apartamentos em Câmara de Lobos – 18 fogos;
- Agrupamento Residencial da Ribeira Grande/Santo António – 76 fogos - 1985
- Conjunto Habitacional da Cooperativa “COOLOBOS” – 76 fogos - 1979/1982Fábrica da GM - Azambuja - 1963

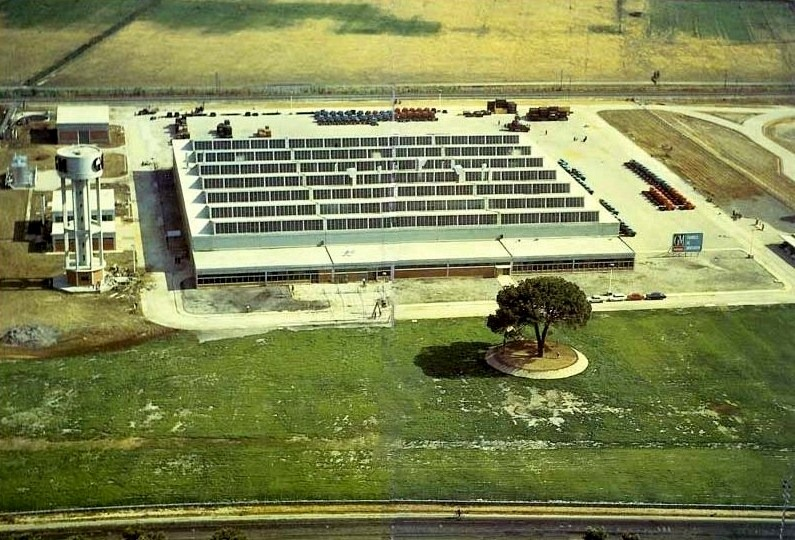
Fábrica da GM - Azambuja - 1963

- Lançamento do PRID – Programa de recuperação de imóveis degradados em todos os Concelhos da RAM - 1982;
- Moradias em banda no Seixal – 13 fogos;
- Moradias em banda no Porto Moniz – 10 fogos;
- Plano Integrado da Nazaré Funchal – 1500 fogos - 1985/1989;
- Bairro da Palmeira Câmara de Lobos – 240 fogos - 1982.

#### Planeamento e Urbanismo

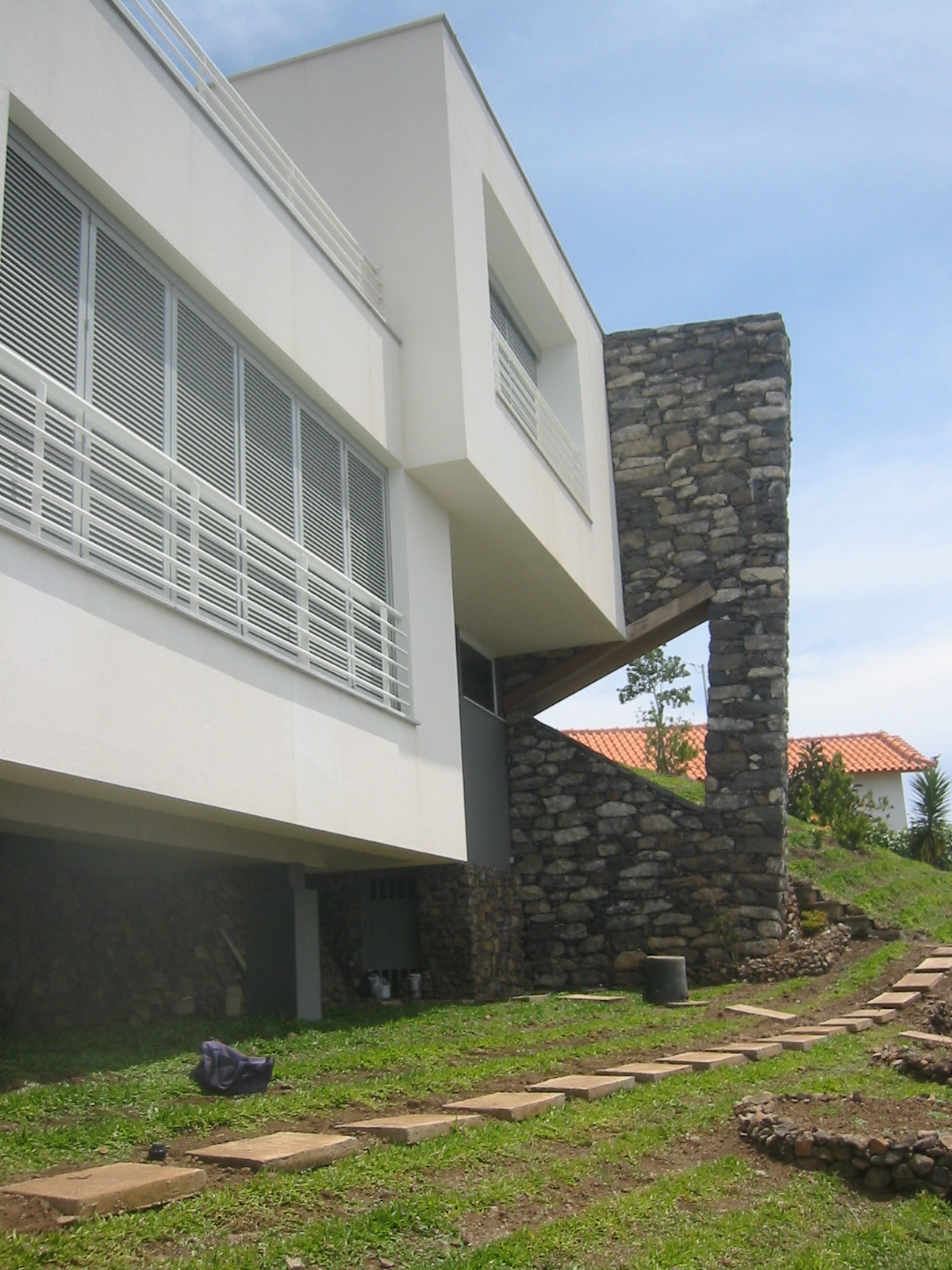
Casa dos Prazeres - Calheta - 2002

- Plano de Renovação e recuperação urbana do Ilhéu de Câmara de Lobos;
- Infraestruturas do Plano de Urbanização dos Reis Magos Caniço;
- Coordenador do Plano Parcial de Urbanização da frente mar a sul do Pico da Cruz;
- Plano de Pormenor do Hospital Cruz de Carvalho e arruamento de acesso á escola Básica da Cruz de Carvalho;
- Plano de Pormenor do Mercado Liceu;
- Plano Integrado da Nazaré e equipamento urbano: Duas creches/Jardim de Infância, Escola Básica, Igreja Paroquial, Piscina do Clube Naval do Funchal, Centro de Saúde, Estação de Serviço Automóvel, Central de Gás doméstico, e Pavilhão do CAB Madeira;

#### Ambiente
- Implementação de um sistema integrado de Recolha Seletiva de Resíduos Sólidos abrangendo toda a RAM;
- Estudo do Sistema de Águas Residuais para aplicação em pequenos núcleos residenciais. – Fossas sépticas auto depuradoras;
- Projetos de recuperação de áreas degradadas, na sequência dos resultados da Carta de Riscos de Erosão da Ilha da Madeira;
- Regulamentação da exploração de inertes da RAM, incluindo dragagem de areias do mar;
- Delimitação cartográfica e regulamentação da Reserva Ecológica Regional (RER) e da Reserva Agrícola Regional (RAR);
- Elaboração de cartografia de ruido para apoio ao planeamento urbanístico, com particular relevância para a cidade do Funchal;
- Projeto de divulgação de Levadas e Passeios a pé na Ilha da Madeira.
- Lançamento do Programa da Bandeira Azul da Europa para as Praias da RAM - 1987.

### Direção Regional do Urbanismo e Ambiente – SRES/DRUA - (1990/1993)

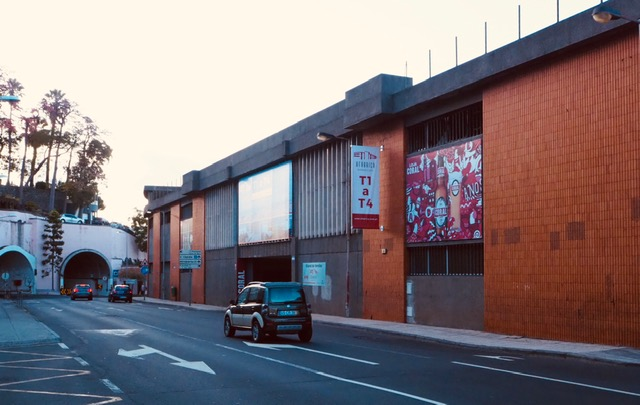
Fábrica da ECM - Funchal - 1965

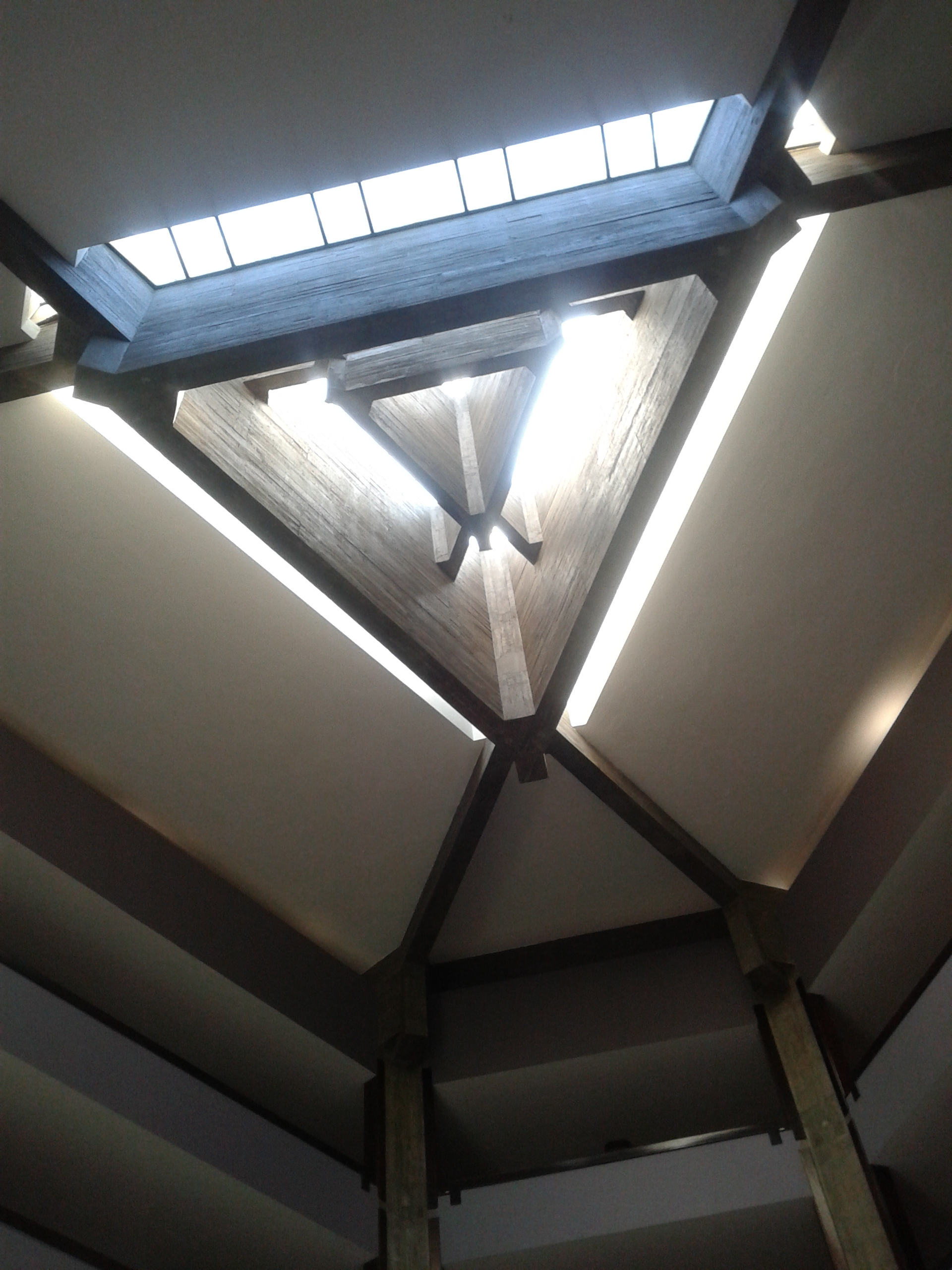
Hotel da Balaia - 1968

Nesta Direção Regional, além de dar sequência a diversos projetos iniciados em anos anteriores, desenvolve uma intensa atividade, centrada essencialmente em aspetos de planeamento urbano e Ordenamento do Território, preparando a Região Autónoma da Madeira para um período que se avizinhava de imensos recursos financeiros vindos da União Europeia para o desenvolvimento sustentado e equilibrado de uma região ultraperiférica com atrasos significativos nas mais diferentes áreas.
- Faz parte da Comissão de análise do POTRAM - Plano de Ordenamento do Território da Região Autónoma da Madeira aprovado em 1995 - como representante da SRESA;
- Adjudica a execução de todos os Planos Diretores Municipais (PDM) da Região Autónoma da Madeira (1991), com exceção do Funchal, coordenando a sua execução e presidindo pessoalmente a todas as comissões de acompanhamento. Apresentou publicamente todos estes Planos em todos os concelhos, para passar a mensagem da importância da sua execução e aprovação no desenvolvimento sustentável de cada concelho.
- Define as medidas preventivas, disciplinares e de preservação relativas ao Parque Natural da Madeira - DLR nº11/85 de 23 de Maio

### Direção Regional do Ambiente – SRES/DRA - (1994/1997)
Em 1994, toma posse do cargo de Diretor Regional do Ambiente da SRESA, onde desenvolve diversas atividades. Mantêm sob sua coordenação a execução dos PDM (Planos Diretores Municipais) que estavam em fase final de aprovação. Neste cargo assume a execução de diversos projetos de elevada importância:
- Adjudicação dos primeiros SIG (Sistema de Informação Geográfica) da R.A.M, em 1996, carregado com toda a informação cartográfica digitalizada existente;
- Adjudicação da elaboração da Carta de Riscos de erosão da Madeira, em resposta à aluvião de 1993 que inundou a baixa da cidade do Funchal. Carta que se devidamente levada em conta poderia ter evitado muita destruição na aluvião de 20 de fevereiro de 2010 em toda a Costa Sul da Madeira;
- Reflorestação do Pico do Arieiro;
- Faz parte da Comissão de Acompanhamento do PDM do Funchal, aprovado em 1997 em representação da SRESA;
- Aprova a orgânica do Serviço do Parque Natural da Madeira - DLR nº13/93 de 25 de Maio

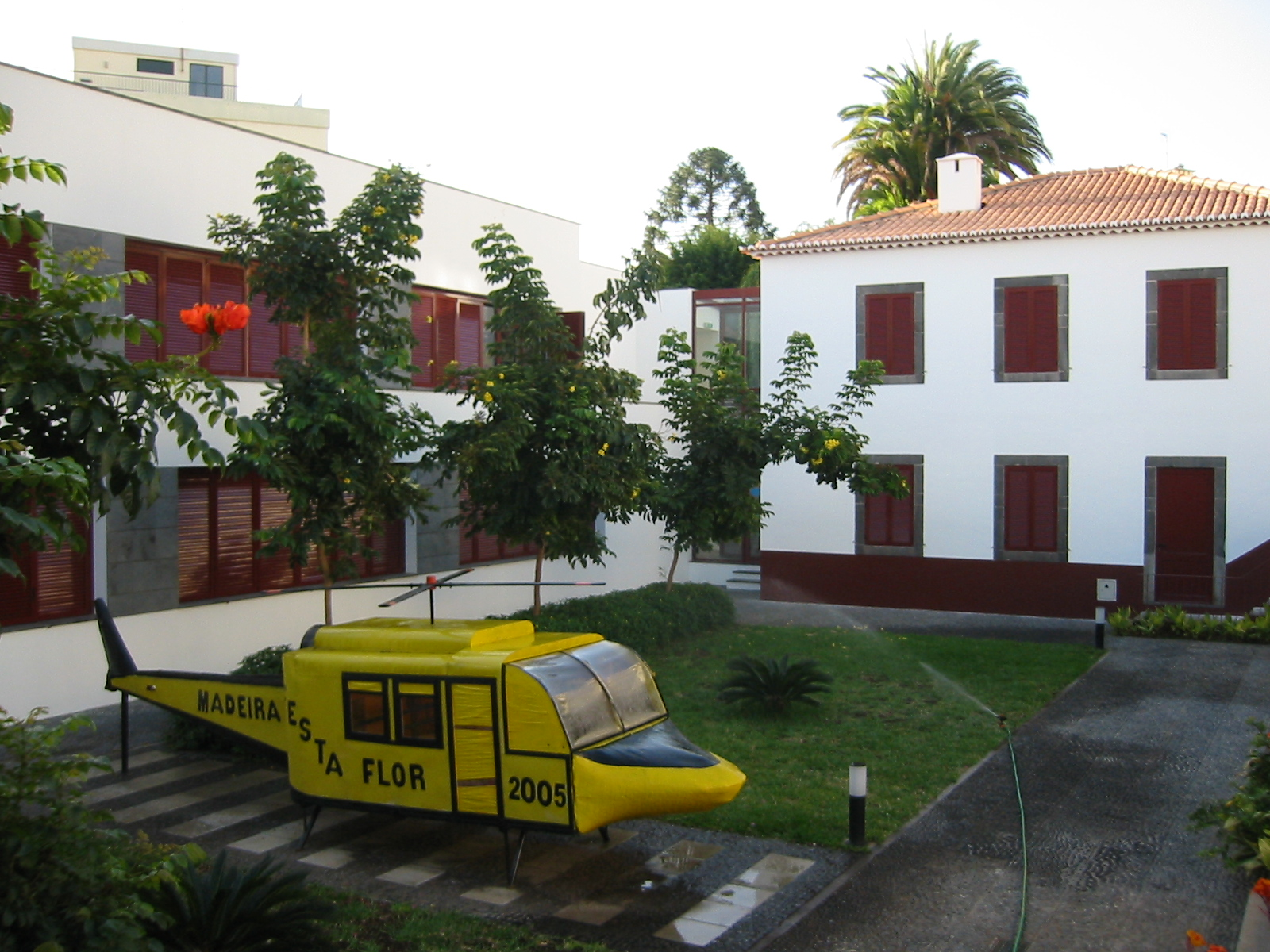
Projeto de Estruturas - Hospício Princesa D. Maria Amélia - 2003

## Atividade liberal
Além de empreendedor, administrador de empresas e da sua atividade na função pública, o Eng. Gonçalo Nuno Araújo nunca deixou de exercer a atividade como engenheiro civil, tendo nessa função projetado estruturas de edifícios em todo o território nacional da autoria de arquitetos de nomeada, em especial o Arq. Rui Goes Ferreira.
Foi também responsável pela fiscalização de várias obras no Funchal e colaborou, integrando equipas multidisciplinares, em diversos planos municipais e regionais de ordenamento do território.

### Planeamento Urbano e Ordenamento do Território
Fez parte da equipa que elaborou o Plano de Ordenamento do Território do Distrito de Ponta Delgada, Açores, cuja equipa foi chefiada pelo arquiteto José Rafael Botelho;

### Projetos de estruturas e betão armado

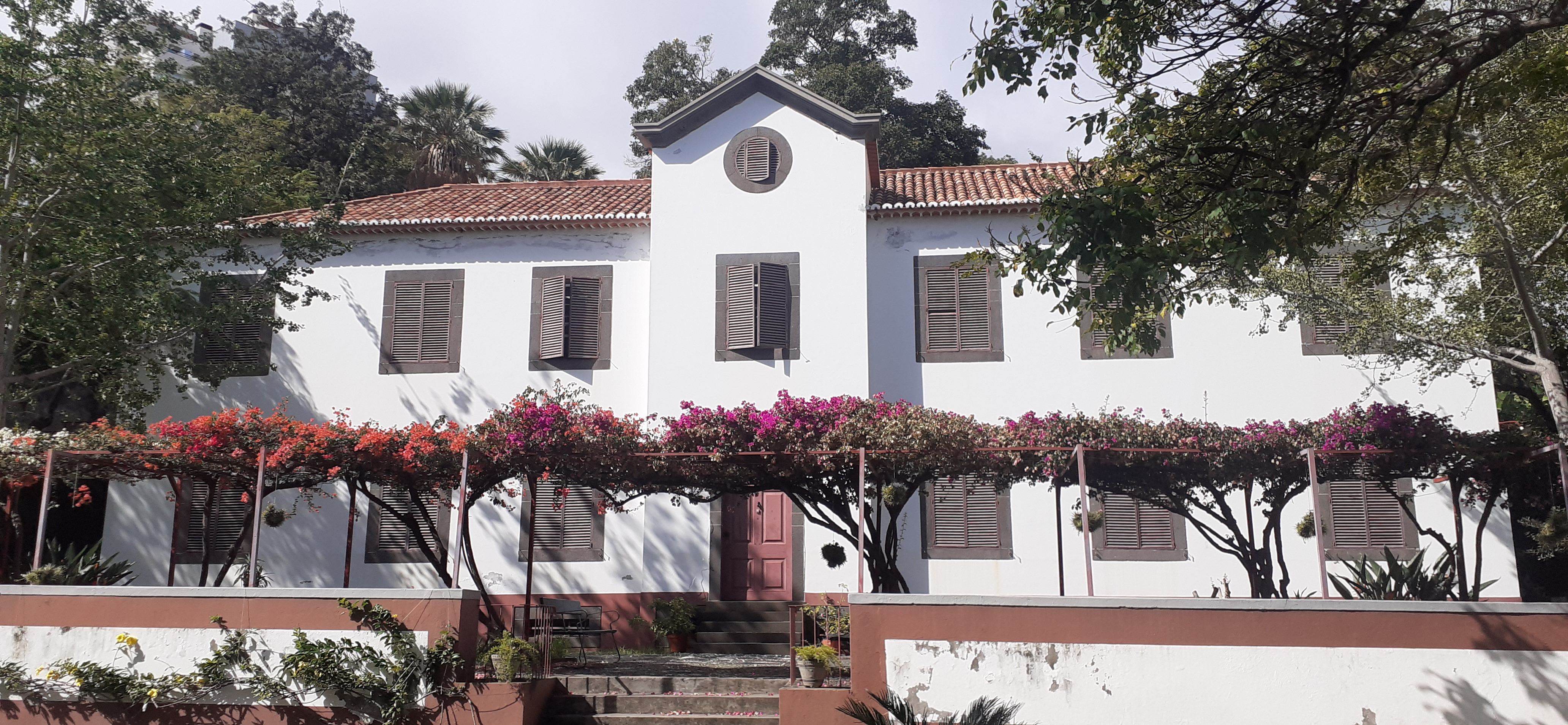
Orfanato do Hospício Princesa D. Maria Amélia - Recuperação - 1999

#### Habitação coletiva
- Conjunto Habitacional do Grémio Industrial dos Bordados da Madeira, Rua do Til. - Funchal - 1967;
- Bairro de moradias sociais - 60 fogos, em Câmara de Lobos - 1967;
- Empreendimento Habitacional da Caixa de Previdência, na Ajuda - Funchal - 1963/1971;
- Empreendimento de 60 fogos e zona comercial na Rua Nova do Til - 1976.
- Empreendimento da Cooperativa de Habitação COOLOBOS - Câmara de Lobos - 1978;
- Prédio de apartamentos em frente ao Casino - "Iceberg" - Arq. Fernando Machado
- Edifício Varanda Lido - Caminho Velho da Ajuda - Funchal - 1987
- Edifício Rua Tenente Coronel Sarmento nº10 - FunchalEmpreendimento de 60 fogos e zona comercial na Rua Nova do Til - 1976

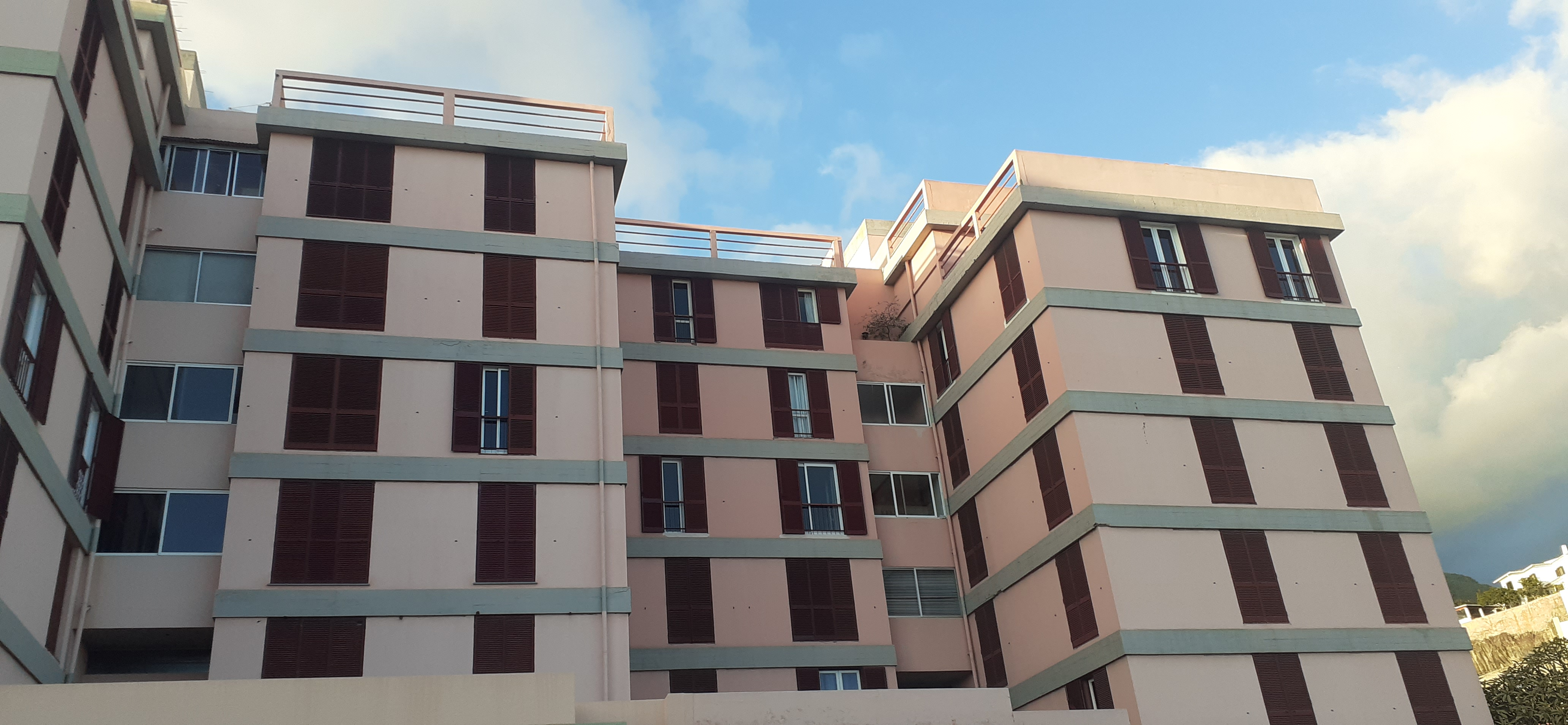
Empreendimento de 60 fogos e zona comercial na Rua Nova do Til - 1976

#### Empreendimentos Industriais
- Adegas da Junta Nacional do Vinho
- Fábrica dos produtos cerâmicos da Abrigada
- Projeto e fiscalização da Fábrica de montagem da “General Motors” na Azambuja - 1963
- Edifício de escritórios da “General Motors” em Cabo Ruivo - 1963
- Projetos da PROMADEIRA para as instalações industriais de pré-fabricados de betão - Caniço - Santa Cruz;
- Instalações da Empresa de Cervejas da Madeira -  Veiga Pestana e armazéns em Santo Amaro - Funchal - 1965
- Instalações industriais da Sociedade de Águas do Porto Santo, Lda. - Porto Santo - 1967
- Instalações da oficina geral da OPEL em Santo Amaro - Welsh, Gomes e Aguiar, Lda.
- Sociedade de Serragens da Madeira no Parque Industrial da Zona Oeste - Câmara de Lobos - Madeira - 1995;

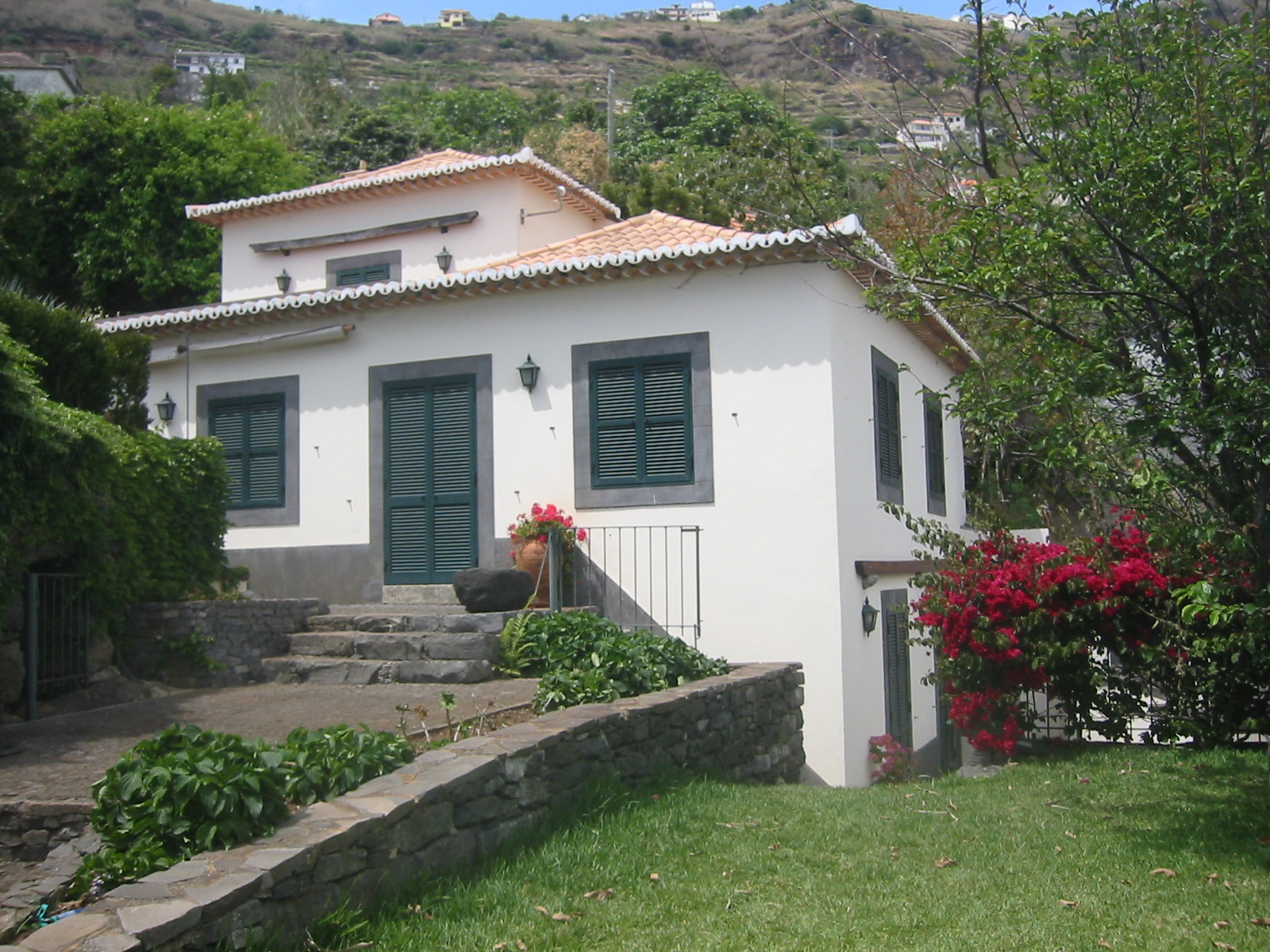
Casa do Arco da Calheta - 1991

#### Moradias unifamiliares
- Remodelação da Quinta Faria - Rua dos Ilhéus;
- Casa do Arco da Calheta – Francisco Araújo - Projeto de estrutura de remodelação - 1991
- Projeto e acompanhamento de obra - Moradia unifamiliar - Leonor Araújo - 1994
- Moradia Unifamiliar no Monte - Maria Jardim Fernandes - Monte - Funchal - 2001
- Moradia Unifamiliar dos Prazeres  Calheta - 2002
- Casa de João Barreto e João Araújo “Casa do Sino” - Funchal - 2004
- Moradia Unifamiliar – Francisco Araújo – São Gonçalo - Funchal - 2007
- Casa Luisa Clode e Paulo Araújo - São Martinho - Funchal
- Casa João Barros – Rua Conde Carvalhal - Funchal

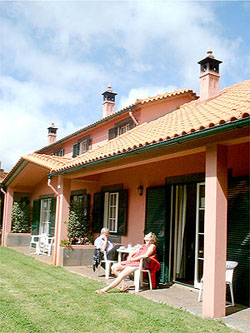
Quinta Santo António da Serra - Turismo Rural - 1996

#### Outros projetos de estruturas
- Hotel da Balaia - Algarve - 1968[18]
- Edifícios na Av. Estados Unidos da América - Lisboa
- Edifícios na Calçada de Carriche - Lumiar - Lisboa
- Quinta Magnólia - Campos de Ténis, piscina e campos de squash - Funchal - 1983
- Estalagem Quinta Perestrelo – Hotel – Funchal - Projeto de estrutura e fiscalização da obra - 1997
- Aldeia da Paz - Santa Cruz - Projeto de estrutura - 1993
- Apartamentos Turísticos – Quinta do Santo da Serra – Santa Cruz - Projeto de estrutura - 1996
- Escola primária do Hospício Princesa D. Maria Amélia – Funchal – 1999
- Lavandaria do Hospício Princesa D. Maria Amélia – Funchal – 1999

### Fiscalização e acompanhamento de obra
- Fiscalização da obra de construção do Hotel Monumental Lido - Funchal - 1989
- Fiscalização da obra de construção do Edifício Olimpo  - Funchal - 1989
- Fiscalização da obra de construção do Hotel Monumental Lido – Funchal - 1991
- Fiscalização e acompanhamento de todas as obras do Hospício Princesa D. Maria Amélia – Funchal – 1990/1999]
- Fiscalização das obras da Escola da Cruz Vermelha Olga de Brito - Funchal - 1999

## Distinções
- Recebeu um louvor do Governo Regional da Madeira a 7 de novembro de 1997 quando se reformou.[19]
- Foi agraciado com a Insígnia Autonómica de Valor – Cordão, atribuída pelo Governo regional da Madeira em 18 de junho de 2008, cuja entrega foi feita em 1 de julho de 2008 dia da Região Autónoma da Madeira no Palácio do Governo, onde discursou.[20]
- Medalha de mérito Municipal, grau de ouro, atribuído a 21 de agosto de 2022 pela Câmara Municipal do Funchal [21]